# Harun ibn Khumarawayh
Hārūn ibn Khumārawayh (in arabo ﻫﺎرون ابن خمارویہ‎?; 882 – 30 dicembre 904) è stato un sultano turco dall'896 della dinastia tulunide.
Abū Mūsā Hārūn ibn Khumārawayh fu il quarto sovrano tulunide, essendo succeduto a suo fratello maggiore Abu l-'Asakir Jaysh ibn Khumarawayh, che era stato imprigionato e assassinato per strangolamento dai comandanti del suo esercito. Egli preferì lasciare gli affari di Stato al suo vizir Abu Ja'far ibn Ali, preferendo vivere come il padre una vita di dissolutezza e lussuria. Ciò portò a una gravissima crisi, dal momento che le finanze non erano in grado di versare regolarmente il soldo ai suoi indisciplinati soldati (berberi, greci, arabo-egiziani e turchi), tanto che essi stessi cominciarono a provvedere da sé stessi, con violenze ad abusi ai danni della popolazione.
Il Califfato abbaside trasse vantaggio da una simile situazione di degrado e invase nel 904 i domini tulunidi (che le erano stati strappati da Ahmad ibn Tulun, ossia Egitto e Siria. Le truppe tulunidi disertarono ai loro doveri e le forze califfali furono in grado di entrare nella Valle del Nilo. Harun fu ucciso in un ammutinamento, tramite strangolamento, mentre era ubriaco. A succedergli fu suo zio, Shayban, l'ultimo dei Tulunidi, che regnò un anno a malapena.